# Leucocnemis alba
Leucocnemis alba là một loài bướm đêm trong họ Noctuidae.